# 2. česká hokejová liga 2005/2006
2. česká hokejová liga v sezóně 2005/2006 byla 13. ročníkem samostatné třetí nejvyšší české soutěže v ledním hokeji.

## Fakta
- 13. ročník samostatné třetí nejvyšší české hokejové soutěže
- V baráži o 1. ligu uspěl tým HC Rebel Havlíčkův Brod a postoupil tak do 1. ligy.
- Do krajských přeborů sestoupily týmy HC Louny a HC Uničov, zatímco HC Žďár nad Sázavou se udržel. Nově postupující do 2. ligy: HHK Velké Meziříčí a HC Mělník.
- Prodeje licencí na 2. ligu: HC Hvězda Praha do HC Benešov.

### Systém soutěže
Soutěž byla rozdělena na tři skupiny, a to západní, střední a východní. Každé z těchto skupin se účastnilo 12 týmů. Základní část čítající 34 kol měla dvě fáze. V té první se týmy v rámci skupin utkaly každý s každým dvakrát (22 kol). Ve druhé fázi se sudé týmy ze skupiny utkaly se všemi lichými týmy dané skupiny dvoukolově. Druhá fáze měla tedy 12 kol.

#### Playoff
Do playoff postoupilo z každé skupiny 8 nejlepších týmů, přičemž skupiny západ a střed měly playoff společné. Skupina východ měla pouze playoff v rámci skupiny. Veškeré série playoff se hrály na 3 vítězná utkání.
Ve společném playoff skupin západ a střed nejprve přišlo na řadu osmifinále, kde čekal první tým skupiny západ osmý tým skupiny střed, první tým skupiny střed osmý tým skupiny západ, druhý tým skupiny západ sedmý tým skupiny střed, atd. Vítězové osmifinále postoupili do čtvrtfinále, z něhož vede cesta pro nejlepší 4 celky do semifinále. Dva vítězové semifinále postoupili do baráže o 1. ligu.
Playoff skupiny východ bylo podobné. Vítěz skupiny východ ve čtvrtfinále narazil na osmý tým skupiny východ, druhý na sedmý, atd. Vítězové čtvrtfinále postoupili do semifinále, ze kterého vedla cesta pro dva nejúspěšnější celky do finále. Vítěz finále postoupil do baráže o 1. ligu.

#### Skupiny udržení a baráže
Čtyři nejhorší celky každé skupiny hrály dvoukolově o udržení. Poslední celky skupin o udržení musely svoji druholigovou příslušnost hájit v baráži, aby zabránily sestupu do krajských přeborů.

## Skupina západ
| Poř. | Tým                   | Zápasů | Výhry | Výhry v prodloužení | Remízy | Porážky v prodloužení | Porážky | Skóre   | Body |
| ---- | --------------------- | ------ | ----- | ------------------- | ------ | --------------------- | ------- | ------- | ---- |
| 1.   | HC Jablonec nad Nisou | 34     | 23    | 1                   | 2      | 2                     | 6       | 134:77  | 75   |
| 2.   | HC Klatovy            | 34     | 22    | 2                   | 4      | 0                     | 6       | 155:90  | 74   |
| 3.   | HC Řisuty             | 34     | 19    | 2                   | 4      | 1                     | 8       | 133:86  | 66   |
| 4.   | HC Sokolov            | 34     | 19    | 1                   | 1      | 3                     | 10      | 129:100 | 63   |
| 5.   | HC Klášterec nad Ohří | 34     | 18    | 2                   | 2      | 2                     | 10      | 128:87  | 62   |
| 6.   | HC Most               | 34     | 16    | 4                   | 3      | 2                     | 9       | 132:91  | 61   |
| 7.   | HC Děčín              | 34     | 19    | 0                   | 1      | 0                     | 14      | 137:92  | 58   |
| 8.   | HC Kobra Praha        | 34     | 10    | 4                   | 3      | 3                     | 14      | 120:116 | 44   |
| 9.   | HC Hvězda Praha       | 34     | 11    | 0                   | 2      | 2                     | 19      | 109:145 | 37   |
| 10.  | HC Slaný              | 34     | 7     | 1                   | 4      | 0                     | 22      | 79:134  | 27   |
| 11.  | HC Teplice            | 34     | 5     | 0                   | 1      | 1                     | 27      | 75:167  | 17   |
| 12.  | HC Louny              | 34     | 4     | 0                   | 1      | 1                     | 28      | 69:215  | 14   |

### Skupina o udržení
| Poř. | Tým             | Zápasů | Výhry | Výhry v prodloužení | Remízy | Porážky v prodloužení | Porážky | Skóre   | Body |
| ---- | --------------- | ------ | ----- | ------------------- | ------ | --------------------- | ------- | ------- | ---- |
| 9.   | HC Hvězda Praha | 39     | 13    | 0                   | 2      | 3                     | 21      | 134:172 | 44   |
| 10.  | HC Slaný        | 39     | 8     | 1                   | 4      | 0                     | 26      | 101:170 | 30   |
| 11.  | HC Teplice      | 39     | 8     | 1                   | 1      | 1                     | 28      | 113:183 | 28   |
| 12.  | HC Louny        | 39     | 7     | 0                   | 1      | 1                     | 30      | 91:243  | 23   |

- Poslední kolo se již nedohrávalo, neboť bylo o posledním místě jasno.

## Skupina střed
| Poř. | Tým                     | Zápasů | Výhry | Výhry v prodloužení | Remízy | Porážky v prodloužení | Porážky | Skóre   | Body |
| ---- | ----------------------- | ------ | ----- | ------------------- | ------ | --------------------- | ------- | ------- | ---- |
| 1.   | HC Rebel Havlíčkův Brod | 34     | 26    | 1                   | 0      | 1                     | 6       | 131:57  | 81   |
| 2.   | HC Vrchlabí             | 34     | 25    | 1                   | 0      | 0                     | 8       | 136:76  | 77   |
| 3.   | IHC Písek               | 34     | 20    | 2                   | 1      | 1                     | 10      | 120:74  | 66   |
| 4.   | HC Benátky nad Jizerou  | 34     | 18    | 2                   | 3      | 3                     | 8       | 112:76  | 64   |
| 5.   | HC Chrudim              | 34     | 19    | 0                   | 1      | 3                     | 11      | 125:79  | 61   |
| 6.   | HC Tábor                | 34     | 19    | 1                   | 1      | 1                     | 12      | 106:112 | 61   |
| 7.   | HC Nymburk              | 34     | 15    | 2                   | 5      | 0                     | 12      | 108:91  | 54   |
| 8.   | HC ZVVZ Milevsko        | 34     | 10    | 1                   | 4      | 0                     | 19      | 79:115  | 36   |
| 9.   | HC Pelhřimov            | 34     | 9     | 0                   | 2      | 3                     | 20      | 60:99   | 32   |
| 10.  | HC Strakonice           | 34     | 9     | 0                   | 4      | 0                     | 21      | 76:119  | 31   |
| 11.  | HC Kolín                | 34     | 8     | 1                   | 0      | 0                     | 25      | 83:131  | 26   |
| 12.  | HC Žďár nad Sázavou     | 34     | 3     | 1                   | 1      | 0                     | 29      | 65:172  | 12   |

### Skupina o udržení
| Poř. | Tým                 | Zápasů | Výhry | Výhry v prodloužení | Remízy | Porážky v prodloužení | Porážky | Skóre   | Body |
| ---- | ------------------- | ------ | ----- | ------------------- | ------ | --------------------- | ------- | ------- | ---- |
| 9.   | HC Pelhřimov        | 39     | 11    | 0                   | 2      | 3                     | 23      | 72:134  | 38   |
| 10.  | HC Strakonice       | 39     | 11    | 0                   | 4      | 0                     | 24      | 88:136  | 37   |
| 11.  | HC Kolín            | 38     | 9     | 1                   | 0      | 0                     | 28      | 106:161 | 29   |
| 12.  | HC Žďár nad Sázavou | 40     | 8     | 1                   | 1      | 0                     | 30      | 110:182 | 27   |

- Až bylo rozhodnuto o posledním místě, dohrávala se jen utkání se Žďárem nad Sázavou.

## Společné playoff skupin západ a střed

### Osmifinále
- HC Jablonec nad Nisou - HC ZVVZ Milevsko 3:1 (3:2 SN, 2:5, 3:2, 4:3 P)
- HC Klatovy - HC Nymburk 2:3 (4:2, 3:2, 3:4, 0:4, 3:4)
- HC Řisuty - HC Tábor 3:1 (3:1, 0:2, 6:1, 6:1)
- HC Sokolov - HC Chrudim 1:3 (5:4 P, 1:2, 2:5, 4:7)
- HC Rebel Havlíčkův Brod - HC Kobra Praha 3:0 (8:0, 4:2, 8:0)
- HC Vrchlabí - HC Děčín 3:1 (3:1, 1:2, 5:2, 5:4)
- IHC Písek - HC Most 3:0 (3:2 P, 8:0, 3:2 SN)
- HC Benátky nad Jizerou - HC Klášterec nad Ohří 3:0 (3:0, 2:1, 7:1)

### Čtvrtfinále
- HC Rebel Havlíčkův Brod - HC Nymburk 3:0 (7:0, 4:1, 4:3)
- HC Jablonec nad Nisou - HC Chrudim 3:2 (1:3, 4:1, 1:4, 3:2 SN, 3:1)
- HC Vrchlabí - HC Benátky nad Jizerou 1:3 (2:3, 2:1, 4:5, 3:5)
- HC Řisuty - IHC Písek 0:3 (4:5, 0:4, 1:2 P)

### Semifinále
- HC Rebel Havlíčkův Brod - HC Benátky nad Jizerou 3:0 (7:1, 2:1, 3:0)
- HC Jablonec nad Nisou - IHC Písek 1:3 (1:0 SN, 2:6, 1:4, 1:5)

Týmy Havlíčkova Brodu a Písku postoupily do baráže o 1. ligu.

## Skupina východ
| Poř. | Tým                  | Zápasů | Výhry | Výhry v prodloužení | Remízy | Porážky v prodloužení | Porážky | Skóre   | Body |
| ---- | -------------------- | ------ | ----- | ------------------- | ------ | --------------------- | ------- | ------- | ---- |
| 1.   | HC Technika Brno     | 34     | 18    | 3                   | 3      | 2                     | 8       | 137:82  | 65   |
| 2.   | HC Šternberk         | 34     | 16    | 2                   | 4      | 2                     | 10      | 138:124 | 58   |
| 3.   | HC Blansko           | 34     | 14    | 3                   | 4      | 2                     | 11      | 99:81   | 54   |
| 4.   | HC Orlová            | 34     | 15    | 3                   | 2      | 0                     | 14      | 107:100 | 53   |
| 5.   | HK Nový Jičín        | 34     | 15    | 1                   | 3      | 2                     | 13      | 97:94   | 52   |
| 6.   | HC Valašské Meziříčí | 34     | 13    | 3                   | 3      | 4                     | 11      | 117:107 | 52   |
| 7.   | HC Šumperk           | 34     | 15    | 0                   | 1      | 2                     | 16      | 102:104 | 48   |
| 8.   | HC Velká Bíteš       | 34     | 15    | 0                   | 3      | 0                     | 16      | 111:113 | 48   |
| 9.   | SHK Hodonín          | 34     | 13    | 3                   | 1      | 2                     | 15      | 94:100  | 48   |
| 10.  | HC Zubr Přerov       | 34     | 10    | 4                   | 3      | 3                     | 14      | 95:119  | 44   |
| 11.  | HK Kroměříž          | 34     | 12    | 1                   | 1      | 1                     | 19      | 100:125 | 40   |
| 12.  | HC Uničov            | 34     | 10    | 0                   | 2      | 3                     | 19      | 84:132  | 35   |

### Skupina o udržení
| Poř. | Tým            | Zápasů | Výhry | Výhry v prodloužení | Remízy | Porážky v prodloužení | Porážky | Skóre   | Body |
| ---- | -------------- | ------ | ----- | ------------------- | ------ | --------------------- | ------- | ------- | ---- |
| 9.   | SHK Hodonín    | 40     | 17    | 3                   | 2      | 2                     | 16      | 121:117 | 61   |
| 10.  | HC Zubr Přerov | 40     | 12    | 4                   | 4      | 3                     | 17      | 125:150 | 51   |
| 11.  | HK Kroměříž    | 40     | 15    | 1                   | 2      | 1                     | 21      | 121:142 | 50   |
| 12.  | HC Uničov      | 40     | 11    | 0                   | 3      | 3                     | 23      | 100:161 | 36   |

## Playoff skupiny východ

### Čtvrtfinále
- HC Technika Brno - HC Velká Bíteš 3:1 (3:0, 1:4, 5:2, 3:2)
- HC Šternberk - HC Šumperk 3:2 (4:1, 2:4, 4:6, 2:1, 7:3)
- HC Blansko - HC Valašské Meziříčí 3:0 (2:1, 5:4 P, 7:1)
- HC Orlová - HK Nový Jičín 3:2 (0:4, 2:0, 4:3 P, 0:3, 1:0 P)

### Semifinále
- HC Technika Brno - HC Orlová 3:0 (5:0, 5:2, 3:1)
- HC Šternberk - HC Blansko 0:3 (2:4, 3:4, 1:4)

### Finále
- HC Technika Brno - HC Blansko 3:1 (4:3, 3:5, 4:1, 2:1)

Tým Techniky Brno postoupil do baráže o 1. ligu.

## Baráž o 2. ligu
- Přeborník Karlovarského kraje HC Mattoni Karlovy Vary odřekl účast. Přeborník Kraje Vysočina - HC Humpolec odřekl účast z důvodu pádu střechy zimního stadionu.

### 1. fáze

#### Čechy

##### 1. kolo
- HC Cormoran-auto Krásný (přeborník Pražského přeboru) - VTJ Ještěd Liberec (přeborník Libereckého krajského přeboru) 4:1, 7:4
- HC Roudnice nad Labem (přeborník Ústeckého krajského přeboru) - HK Rokycany (přeborník Plzeňského krajského přeboru) 2:0, 4:4
- HC Chotěboř (přeborník Pardubického krajského přeboru) - HC Hluboká nad Vltavou (přeborník Jihočeského krajského přeboru) 8:5, 7:3
- HC Dvůr Králové nad Labem (přeborník Královéhradeckého krajského přeboru) - HC Mělník (přeborník Středočeského krajského přeboru) 2:2, 2:4

##### 2. kolo
- HC Mělník - HC Chotěboř 5:0, 2:3
- HC Cormoran-auto Krásný - HC Roudnice nad Labem 3:2, 2:6

#### Morava
| Poř. | Tým                                                             | Zápasů | Výhry | Remízy | Porážky | Skóre | Body |
| ---- | --------------------------------------------------------------- | ------ | ----- | ------ | ------- | ----- | ---- |
| 1.   | HHK Velké Meziříčí (přeborník Jihomoravského krajského přeboru) | 4      | 3     | 0      | 1       | 19:10 | 6    |
| 2.   | SK Karviná (přeborník Moravskoslezského krajského přeboru)      | 4      | 2     | 1      | 1       | 19:17 | 5    |
| 3.   | HC Uherské Hradiště (přeborník Zlínského krajského přeboru)     | 4      | 0     | 1      | 3       | 11:22 | 1    |

### 2. fáze
- Tým HC Louny se účasti v baráži vzdal, a tak přímo sestoupil.

| Poř. | Tým                   | Zápasů | Výhry | Remízy | Porážky | Skóre | Body |
| ---- | --------------------- | ------ | ----- | ------ | ------- | ----- | ---- |
| 1.   | HHK Velké Meziříčí    | 8      | 6     | 0      | 2       | 33:22 | 12   |
| 2.   | HC Žďár nad Sázavou   | 8      | 5     | 0      | 3       | 37:24 | 10   |
| 3.   | HC Mělník             | 8      | 5     | 0      | 3       | 38:28 | 10   |
| 4.   | HC Uničov             | 8      | 3     | 1      | 4       | 32:17 | 7    |
| 5.   | HC Roudnice nad Labem | 8      | 0     | 1      | 7       | 13:62 | 1    |